# Газдино (кућни пивар)
Газдино је кућни пивар из Источног Сарајева који је са радом почео 2015. године. "Газдино пиво" или само "Газдино" је занатски пивар који најчешће производи ејлове и стауте.

## Поријекло назива
Назив Газдино је везан за цитат из популарне културе "Ја сам у кући ГАЗДА, док жена не дође".

## Историја
Занатски пивар "Газдино" је почео са производњом 2015. године у Источном Новом Сарајеву. Овај пивар производи ограничене количине пива (до 30 литара) у импровизованим кућним условима. Од опреме користи иноксну шерпу, импровизовану посуду за укомљавање, бакарни спиралу за хлађење сладовине, као и ферментор са добром изолацијом.

## Производи
До сада се у свом раду највише бавио производњом АПА стила пива, који спада у релативно захмељена пива са воћкастом аромом.
Његови препознатљиви производи су:
- "Црвени Ејл"
- "Цитра"
- "Газдино црвено"

## Учешће на фестивалима
Газдино је члан Удружења грађана "Киштра"из Источног Сарајева од 2017. године. До сада је учествовао на неколико фестивала које је организовало ово удружење.  
У децембру 2017. године је узео учешће у оквиру догађаја "Зима у Источном Новом Сарајеву" коју је организовала општина Источно Ново Сарајево.